# Россошино
Россошино (рос. Россошино) — селище Баунтовського евенкійського району, Бурятії Росії. Входить до складу Сільського поселення Усойське евенкійське.
Населення — 267 осіб (2015 рік).